# アナ・ブランコ
アナ・ブランコ・ロペス（スペイン語: Ana Blanco López、1961年5月27日）は、スペインのアナウンサーである。

## 経歴
バスク地方のビスカヤ県ポルトゥガレテ出身。デウスト大学に在学していた19歳の時、ラジオを聞いてメッセージなど送ったことがある。1989年、マドリードに位置する放送局の番組に司会役として経験を積んだ。翌年にはテレビシオン・エスパニョーラ(TVE)に入局し、ニュース番組・テレディアリオに1990年9月15日以降30年以上にわたりアナウンサーを務めている。

## 受賞歴
- アンテナ・デ・オロ（スペイン語版）(2001年)
- ミクロフォノ・デ・オロ（スペイン語版）(2005年)